# Jean Guéhenno
Jean Guéhenno, född 25 mars 1890, död 22 september 1978, var en fransk författare.
Efter hårda kampår som hantverkarlärling bedrev Guéhenno högre studier i Paris och debuterade som lärjunge till Jules Michelet i L'évangile éternel (1927). Hans besvikelse över att som intellektuell inte kunna känna full solidaritet med arbetarklassen tolkades i Caliban parle (1928) och Conversion à l’humain (1931). Guéhenno som var socialist ledde till 1936 tidskriften Europé och skildrade sitt liv i den självbiografiska Journal d’un homme de 40 ans (1934). I Jeunesse de la France (1936) skildrade han följderna av revolutionsåret 1934 och utstakade ett program för framtiden. 1939 utgav han Journal d’une ’révolution’ I, 1937–I938. Under andra världskriget deltog han i motståndsrörelsen, bland annat som medarbetare i den hemliga tidningen Lettres françaises, och utgav under pseudonymen Cévennnes som han använde under kriget 1943 Dans la prison, en samling dagboksanteckningar från 1940–1943 (ny utgåva 1944 med utökade dagboksanteckningar fram till det året).